# Городской совет Набережных Челнов
Городской совет Набережных Челнов — представительный орган муниципального образования город Набережные Челны Республики Татарстан.

## История
Исторически Набережные Челны возникли как торгово-ремесленные поселения в XVII веке на месте села Бережные Челны, первое упоминание которого датируется 1626 годом. Село со временем выросло в город с присвоением ему статуса города постановлением ВЦИК СССР от 10 августа 1930 года. Значительный рост и современное формирование города связаны с открытием в 1969 году Камского автомобильного завода (КАМАЗ), что превратило город в крупный промышленный центр и способствовало появлению новых районов и муниципальных структур. Городской совет стал ключевым органом местного самоуправления, формирующимся на основе выборов депутатов сроком на 5 лет.

## Состав и формирование
- Депутаты избираются по смешанной системе. 22 депутата Городского Совета избираются по одномандатным избирательным округам (один округ — один депутат), образуемым на основе средней нормы представительства избирателей на одномандатный избирательный округ. 23 депутата Городского Совета избираются по единому избирательному округу[1]
- В нынешнем, IV созыве насчитывается 45 депутатов (по списку IV созыва), представляющих различные округа и партии. На данный момент крупнейшей фракцией является «Единая Россия»[3]
- Депутаты избираются на 5 лет
- Председателем и депутатом является глава Набережных Челнов[1]